# 韋德爾群島 (南奧克尼群島)

韋德爾群島在南奧克尼群島的位置

60°39′S 44°51′W / 60.650°S 44.850°W
韋德爾群島（英語：Weddell Islands），是南極洲的群島，屬於南奧克尼群島的一部分，位於薩德爾島以南1.9公里和勞里島西端以北9公里，現時由南極條約體系管理。